# Murago (periodiskt vattendrag i Burundi, Karuzi)
Murago är ett periodiskt vattendrag i Burundi.   Det ligger i provinsen Karuzi, i den centrala delen av landet, 90 km öster om huvudstaden Bujumbura.
I omgivningarna runt Murago växer huvudsakligen savannskog. Runt Murago är det ganska tätbefolkat, med 192 invånare per kvadratkilometer.